# Metagoldeus corsicus
Metagoldeus corsicus är en insektsart som beskrevs av Bonfils 1981. Metagoldeus corsicus ingår i släktet Metagoldeus och familjen dvärgstritar. Inga underarter finns listade i Catalogue of Life.